# لقمه‌ماهی خال‌سفید
لقمه‌ماهی خال‌سفید (نام علمی: Himantura gerrardi) نام یک گونه از تیره پوماهی است.